# Iris macrosiphon
Iris macrosiphon là một loài thực vật có hoa trong họ Diên vĩ. Loài này được Torr. miêu tả khoa học đầu tiên năm 1857.